# Alpo Rusi
Alpo Rusi, född 17 augusti 1949 i Jyväskylä, är en finländsk diplomat och tidigare professor.

## Biografi
Alpo Rusi utbildade sig i samhällsvetenskap med akademisk grundexamen 1971, blev licentiat år 1979 och disputerade 1982 på en avhandling vid Helsingfors universitet om  presscensuren under fortsättningskriget. Han har varit i diplomatisk tjänst bland annat vid Finlands representation vid FN i New York 1983-86, forskningschef vid utrikesministeriet i Helsingfors 1987-91, kontorschef 1991-92 och som ambassadör för fyra länder i Balkan med placering i Helsingfors från 2004, ambassadör vid Finlands representation vid FN i New York och från 2009 ambassadör i Bern i Schweiz. 
Alpo Rusi har åren 2000-03 varit professor i internationella relationer vid Lapplands universitet och 2001-02 gästprofessor i europeiska studier vid universitetet i Hamburg. Han har också varit utrikespolitisk rådgivare till president Martti Ahtisaari under en stor del av dennes presidentperiod 2004-10.

## Spionageutredning
I maj 2002 inledde finländsk polis på basis av uppgifter från Skyddspolisen under chefen Seppo Nevala en undersökning om misstänkt olovligt lämnande av uppgifter till Stasi beträffande Alpo Rusi och hans äldre bror Jukka Rusi. Brodern erkände till en del i förhör att han överlämnat dokument till Stasi och KGB. I juni 2003 beslöt åklagaren att inte väcka åtal, och förklarade att grund saknades för åtal mot Alpo Rusi, utan att rentvå honom. Läckage till media om utredningen hade under tiden skett och Alpo Rusi, som förklarade sig oskyldig, begärde skadestånd av staten för skada genom läckage av utredningsinformation och av obefogad utredning. Detta ledde till en dom i tingsrätt 2007 om ersättning på 20.000 euro för ekonomisk skada och 50.000 euro för själsligt lidande samt ersättning för hans rättegångskostnader. Domstolen ansåg att polisen spritt uppgifter om brottsmisstanke, vilket varit inskränkande på Alpo Rusis rättigheter. Domstolen pekade inte ut Skypo som direkt orsakande läckage av information till media, utan påpekade att ett antal politiker och högt uppsatta tjänstemän informerats av polisen och också kunde ha varit den direkta orsaken till denna läcka. Staten accepterade att Alpo Rusi rentvåtts och accepterade även huvuddelen av domen, men överklagade skadeståndsbeloppet för själsligt lidande till hovrätt.
Skypo hade gått ut med uppgifter vid en tidpunkt då Alpo Rusi övervägde att ställa upp som kandidat för centerpartiet i 2003 års riksdagsval. Alpo Rusi anklagade Skypo för politiska motiv att läcka uppgifter om sina misstankar och anklagade också Skypo för att inte i stället utreda eventuella spioneribrott av namngivna personer i den hemligstämplade Tiitinenlistan. Olli Rehn och  Alpo Rusi krävde att Tiitinenlistan skulle offentliggöras.
Alpo Rusi har år 2011 i boken "Tiitisen lista. Stasin vakoilu Suomessa 1960-1989", åter kritiserat Skypo och än en gång krävt att staten ska offentliggöra Tiitinenlistan.

## Utmärkelser
- Vita stjärnans orden, tredje klass,  16 maj 1995[3]
- Kommendörstecknet av Finlands Lejons orden,  6 december 1996[4]
- Stora gyllene hedersmedaljen av Österrikiska republikens förtjänstorden,  1999[5]
- Militärens förtjänstmedalj,  4 juni 2014[6]
- Kommendör av 1. klass av Nordstjärneorden[7]
- Riddartecknet av Finlands Vita Ros’ orden[7]
- Kommendör av Victoriaorden[7]
- Riddare av Dannebrogorden[7]
- Förbundsrepubliken Tysklands förtjänstorden - stora kommendörskorset[7]

[Redigera Wikidata]